# Nebrioporus turca
Nebrioporus turca là một loài bọ cánh cứng trong họ Bọ nước. Loài này được Seidlitz miêu tả khoa học năm 1887.